# Soldiers of Jah Army

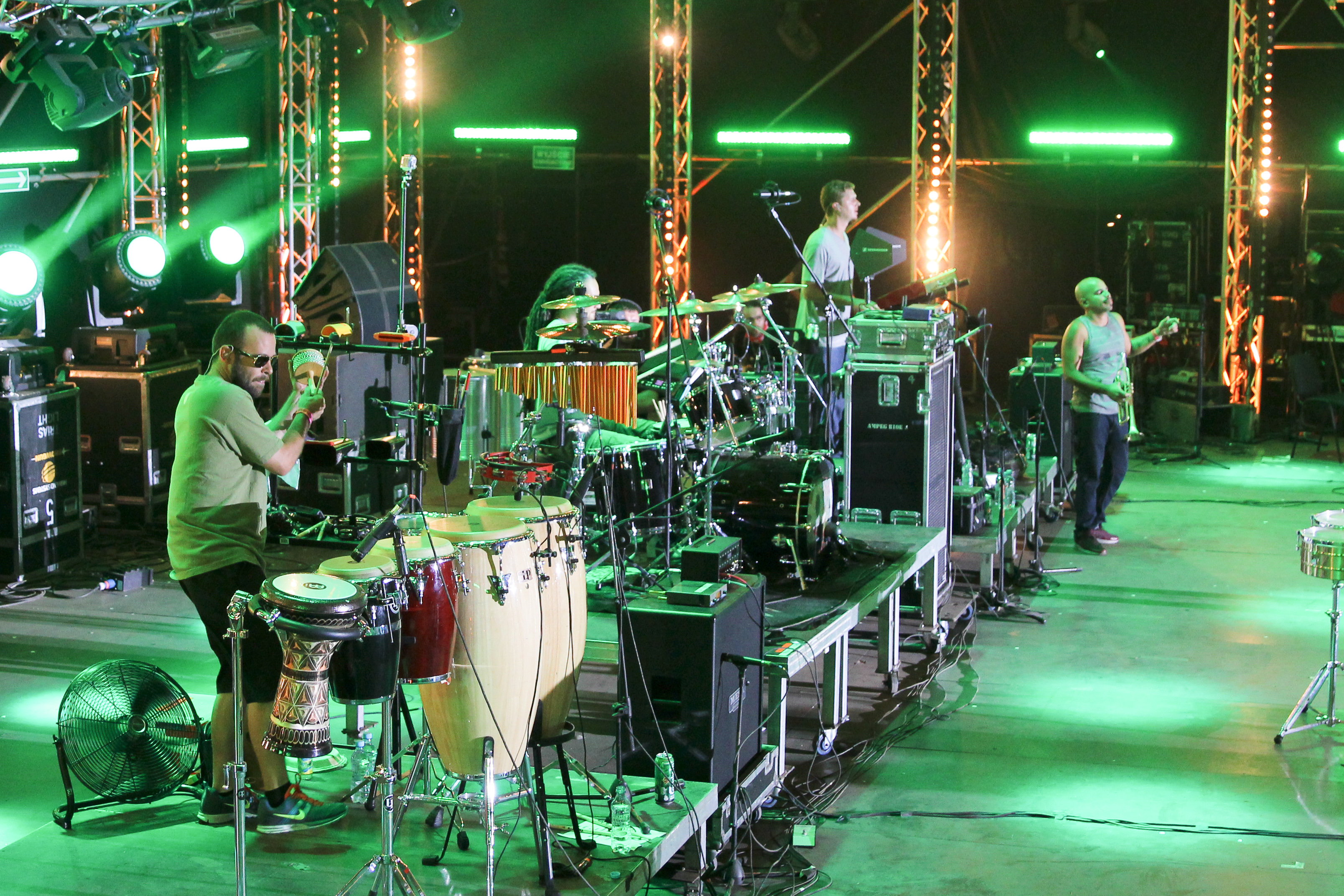
SOJA en el festival polaco Przystanek Woodstock, en 2013.

SOJA, acrónimo de Soldiers Of Jah Army (en español Soldados del ejército de Jah), es una banda estadounidense de reggae formada en Arlington, Virginia, en 1997.

## Biografía
SOJA es una banda de reggae. Comenzó activamente en 1997, estando así grabando por más de una década. Los temas principales de sus canciones son: el amor, la política, la religión y los problemas ambientales. Jacob Hemphill (voz principal y guitarra) y Bob Jefferson (voz y bajo) se conocieron en la escuela poco después de que Hemphill regresara, junto con su familia, a los Estados Unidos desde África donde el padre de Miller trabajaba como representante del FMI en Monrovia, Liberia.
Él y Jefferson conocen al resto de la banda, Patrick O'Shea (teclado), Ryan Berty (batería) y a Ken Brownell (percusión), durante el transcurso de la educación secundaria . El nombre de la banda lo escogieron en sus comienzos, cuando eran adolescentes, tras escuchar la expresión Soldiers of Jah Army en una canción de Peter Tosh llamada, "Recruiting Soldiers”. 
Tras formar SOJA., graban su primer álbum en el año 2000, de título homónimo, grabado independientemente junto al ingeniero Jim Fox en Lion y Fox Estudios de Grabación. La banda lanza su primer larga duración en 2002, titulado "Peace in a Time of War", (Paz en tiempos de guerra), presentando 3 años después la versión dub del mismo disco, titulado "Dub in a Time of War", (Dub en tiempos de guerra).
En el 2006, SOJA lanza un nuevo disco, "Get Wiser". Gracias a este trabajo, debuta en el Top 10 de discos de Reggae del ranking de iTunes, estando presente a día de hoy entre los 100 primeros. La presentación de este disco, que los llevó al éxito, fue realizada el 6 de enero de 2006 en el Teatro Estatal de Falls Church, Virginia (EE. UU.). El show consistió en dos partes separadas: la primera una gran introducción de sus temas originales y la segunda, "Get Wiser". El show fue grabado y titulado "Get Wiser en Vivo (DVD)" presentado el 21 de noviembre de 2007.
Meses más tarde del lanzamiento del DVD, en enero de 2008, la banda presenta su primer EP, titulado Stars and Stripes, (Estrellas y Bandas), haciendo referencia a la bandera de EE. UU. Durante la presentación de este disco en las islas Hawái, SOJA graba todos los shows realizados y lanza su segundo DVD titulado Soja: Live in Hawaii (SOJA: Hawaii en vivo). 
Dejando los grandes shows de lado, la banda tomó un receso para escribir y editar su penúltimo disco hasta el momento: Born in Babylon, (Nacido en Babilonia), presentado el 25 de agosto de 2009.En ese mismo año viajaron por Latinoamérica en una gran gira, con más de 5000 espectadores.
Su álbum Strength to Survive, (Fuerza para Sobrevivir),fue lanzado el 31 de enero de 2012, que por el momento cuenta con 3 videos: "Strength to survive", "Not done yet" y "When we were younger" y 16 canciones llamadas:
1 Mentality
2 Strength To Survive
3 Everything Changes
4 Don’t Worry
5 Tell Me
6 It’s Not Too Late
7 Gone Today
8 Let You Go
9 Not Done Yet
10 Slow Down
11 Be with Me Now
12 When We Were Younger
13 Gone Today (Acoustic)
14 Jah Is Listening Now (Acoustic)
15 She Still Loves Me (Acoustic)
16 Prison Blues (Acoustic)
Ese mismo año la banda saco varias versiones de la canción "Everything changes", que no están incluidas en el álbum.Cuenta con colaboraciones de los artistas Dread Mar-I , Gentleman, yBalik. 
El 27 de noviembre de 2012, pasando por Brasil con su tour sudamericano, graban el video "everything changes" con la participación de O Rappa (cantor de género rap, de origen Brasileño). Se dice que dicha canción ha sido el tema con más versiones de SOJA.
Después de dos años de lanzar Strength to Survive, la banda saca a la venta el 12 de agosto un nuevo disco llamado Amid The Noise And Haste (Entre el ruido y la prisa) que cuenta con 17 canciones. Estas son:
1 Tear It Down
2 Your Song
3 I Believe
4 Easier
5 Shadow
6 Once Upon a Time
7 Promises and Pills
8 Signature
9 She Still Loves Me
10 Wait
11 Better
12 Treading Water
13 Lucid Dreams
14 Driving Faster
15 Talking To Myself
16 Translation of One
17 Like It Used To
El nuevo CD tuvo la colaboración de varios artistas, entre estos está Damian “Jr. Gong” Marley, Michael Franti & Nahko, Anuhea & J Boog, Trevor Young, Alfred The MC, Collie Buddz, etc. Hasta ahora solo han grabado los videos de "I Believe" tuvo 276.652 visualizaciones, Your Song ha obtenido 296.737 visualizaciones en 3 meses, Easier 342.985 visualizaciones.
Para el año entrante ya tienen un nuevo tour organizado donde van a pasar por varios países, entre ellos Jamaica, Estados Unidos, Colombia, Australia.
En octubre del 2017 editaron Poetry In Motion, álbum que alcanzó el número 1 en las listas Billboard de Reggae, con las siguientes canciones:
Moving Stones. I Can't Stop Dreaming. Tried My Best. More. Fire in the Sky. Everything to Me. Life Support. Bad News. To Whom It May Concern. Sing to Me. I Found You

## Miembros
- Jacob Hemphill (voz principal y guitarra)
- Bob "Bobby Lee" Jefferson (bajo y voz)
- Patrick O’Shea (teclado)
- Ryan "Bird" Berty (batería)
- Ken Brownell (percusión)
- Hellman Escorcia (saxofón)
- Rafael Rodríguez (trompeta)
- Trevor Young (guitarra)

## Discografía

### Álbumes
- Soldiers of Jah Army (EP) (2000)
- Peace in a Time of War (2003)
- Dub in a Time of War (2005)
- Get Wiser (2007)
- Stars & Stripes (EP)(2008)
- Syr Mahber - A SOJA Production (2008)
- Born In Babylon (2009)
- Strength to Survive (2012)
- Amid The Noise and Haste (2014)
- Live In Virginia (2016)
- Poetry In Motion (2017)
- Beauty In The Silence (2021)

### Singles
- True Love (2002)
- Rasta Courage (2002)
- Peace In A Time Of War (2002)
- Jah atmosphere (2003)
- Open My Eyes (2005)
- By My Side (2005)
- You Don't Know Me (2005)
- Sorry (2005)
- Open my eyes (2006)
- Can't tell me (2006)
- Sorry (2006)
- Stars And Stripes (2007)
- Rest Of My Life (2008)
- I Don't Wanna Wait (2009)
- Losing my mind (2009)
- Here I Am (2009)
- You And Me (2010)
- Everything Changes (2011)
- Strength To Survive (2012)
- Not Done Yet (2012)
- When We Were Younger (2012)
- She still love me featuring Collie Buddz (2013)
- Mentality (2013)
- Translation of one (2014)
- I Believe (2014)
- Your Song (Ft. "Damian "Jr. Gong" Marley" (2014)

### Videos
- Rest of my life (2008)
- I don't wanna wait (2009)
- You and me featuring Chris Boomer (2010)
- Everything Chages (2011)
- Not done yet (2012)
- Everything Changes featuring O-Rappa (2012)
- When we were younger (2013)
- I Believe (2014)
- Easier (2015)
- Fire in the Sky (2017)
- More (2018)

### DVD
- Get Wiser Live DVD (2007)
- SOJA – Live in Hawaii (2009)

## Logros
SOJA (Soldiers Of Jah Army) Beauty in the silence EL álbum ganador del grammy en 2022. Con su ya particular reggae “atemporal” que combina este género con un poco de rock, funk y pop, la banda originaria de Virginia tomó un largo tiempo de cuatro años para poder lanzar otro material discográfico. En conjunto, los integrantes crearon cada una de las melodías de este álbum mientras que Jacob Hemphill, vocalista de la banda, se encargó de escribir las letras, las cuales, por medio de arreglos musicales y colaboraciones con otros artistas como Collie Buddz, J. Boog, Rebelution & UB40, Eric Swanson entre otros, expresan inquietudes o vivencias del pasado. Experiencias vividas por los integrantes de la banda pero que también pueden ser similares a las de otras personas., su música se produce actualmente bajo ATO Records. La banda de ocho miembros ha lanzado una serie de singles, álbumes y DVD, incluido SOJA – Live in Hawaii. Su tercer álbum de larga duración Born in Babylon alcanzó el puesto # 11 en la lista de Top Top Heatseekers, mientras que su álbum de 2012 Strength to Survive encabezó la lista de álbumes de Billboar Reggae.
GRAMMY Award
- 59 º PREMIO ANUAL AL GRAMMY (2016)

Nominación:
MEJOR ÁLBUM REGGAE:
```
Live In Virginia
```

- 57 º PREMIO ANUAL AL GRAMMY (2014)

Nominación:
MEJOR ÁLBUM REGGAE
```
Amid The Noise and Haste
```

- 64.ª PREMIO ANUAL REGGAE (2021-2022)

GANADOR : 
MEJOR ÁLBUM REGGAE
```
Beauty In The Silence
```

- Datos: Q2298729
- Multimedia: SOJA / Q2298729